# Langston (Alabama)
Langston é uma cidade  localizada no estado americano de Alabama, no Condado de Jackson.

## Demografia
Segundo o censo americano de 2000, a sua população era de 254 habitantes.
Em 2006, foi estimada uma população de 254, um aumento de 0 (0.0%).

## Geografia
De acordo com o United States Census Bureau, a localidade tem uma área de 21,5 km², dos quais 13,1 km² cobertos por terra e 8,4 km² cobertos por água. Langston localiza-se a aproximadamente 189 m acima do nível do mar.

## Localidades na vizinhança
O diagrama seguinte representa as localidades num raio de 24 km ao redor de Langston.